# Toku Nishio
Toku Nishio (西尾 徳, Nishio Toku), né le 12 septembre 1939 dans la préfecture de Gifu et mort le 19 juillet 2005, est un seiyū qui a travaillé pour Tokyo Actor's Consumer's Cooperative Society. Il est principalement connu pour ses rôles de  Kanichi Nishi (Ashita no Joe), Musashi Tomoe (Getter Robo), et Mr. Popo (Dragon Ball)

## Rôles
- Dragon Ball : Mr. Popo
- Dragon Ball GT : Mr. Popo
- Dragon Ball Z : Mr. Popo
- Ashita no Joe : Kanichi Nishi
- Getter Robo : Musashi Tomoe